# Belgrano Football Club
Il Belgrano Football Club, meglio noto come Belgrano, è stata una società calcistica uruguaiana, con sede a Montevideo.

## Storia

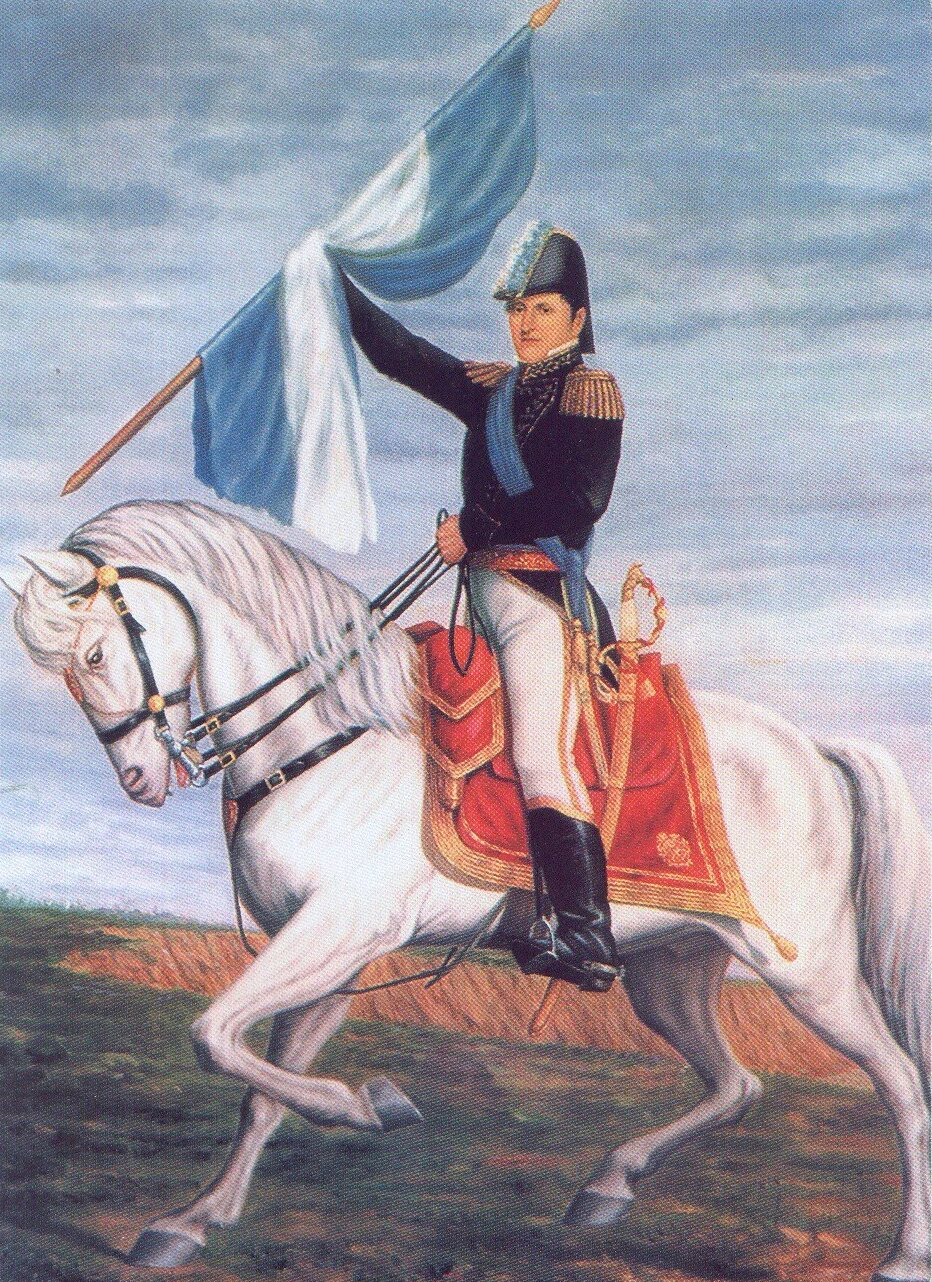
Manuel Belgrano, eponimo del Belgrano Football Club.

Il Belgrano Football Club venne nel 1908. La squadra doveva il suo nome a Manuel Belgrano, uno dei padri fondatori della vicina Argentina.
La squadra aveva il suo campo di gioco al Parque Erba. La divisa di gioco era verde ed erano soprannominati i Pingüinos.
Dopo aver vinto nel 1918 la Divisional Intermedia de Fútbol de Uruguay, i Pingüinos accedettero al massimo campionato uruguaiano, militandovi ininterrottamente tra il 1919 e il 1927.
La sua migliore stagione fu quella del 1923, in cui raggiunse il quarto posto ed ebbe come protagonisti il portiere Pedro Casella ed il centrocampista José Vidal, che l'anno seguente vinsero con la nazionale albiceleste in Francia il torneo calcistico della VIII Olimpiade.
Al termine della stagione 1927, chiusa al diciannovesimo posto, il Belgrano retrocesse nella serie cadetta, sparendo negli anni successivi.

## Palmarès
- Divisional Intermedia de Fútbol de Uruguay: 1

1918